# Chiesa di Santa Maria dei Miracoli (Venezia)

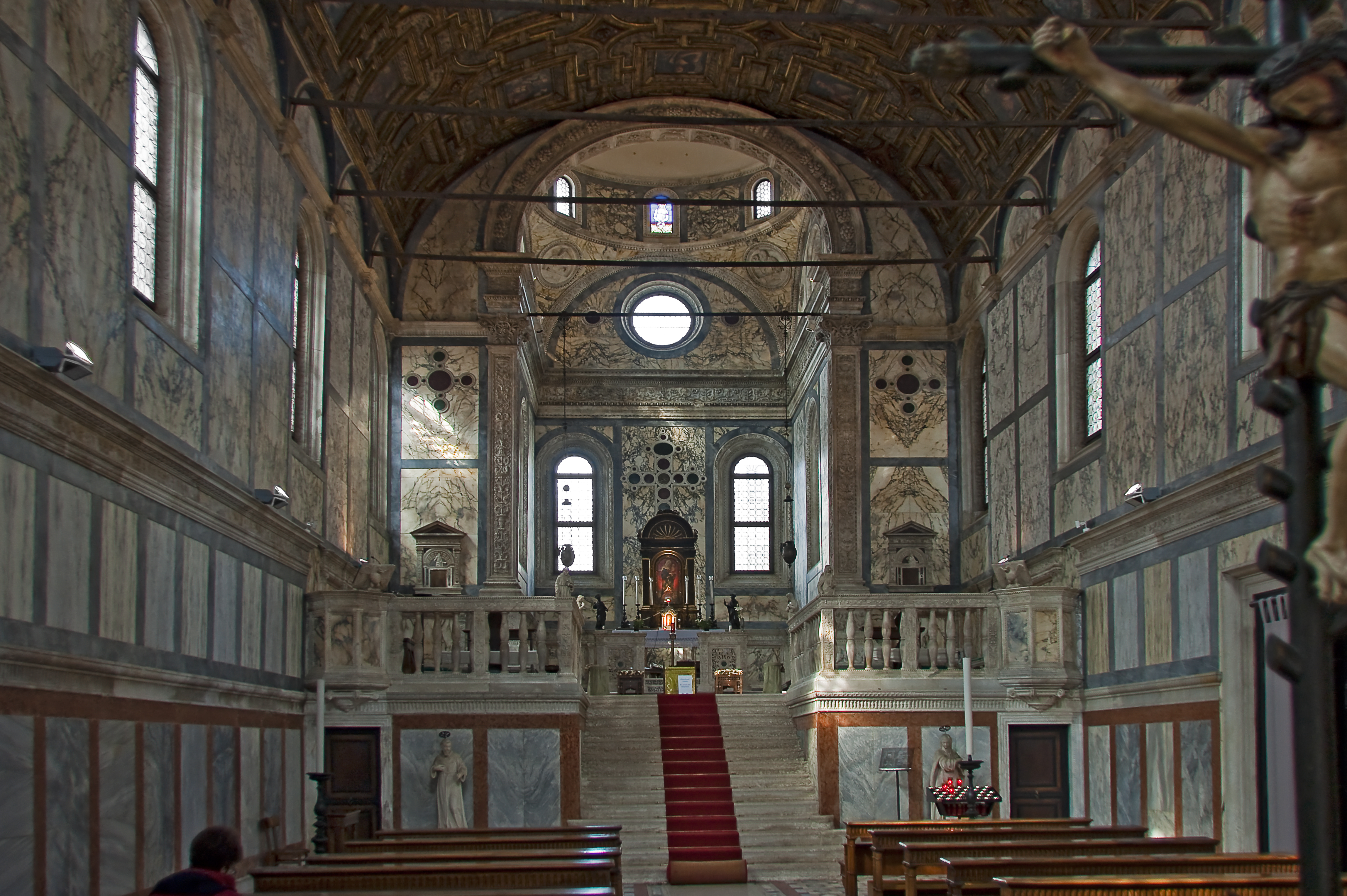
L'interno

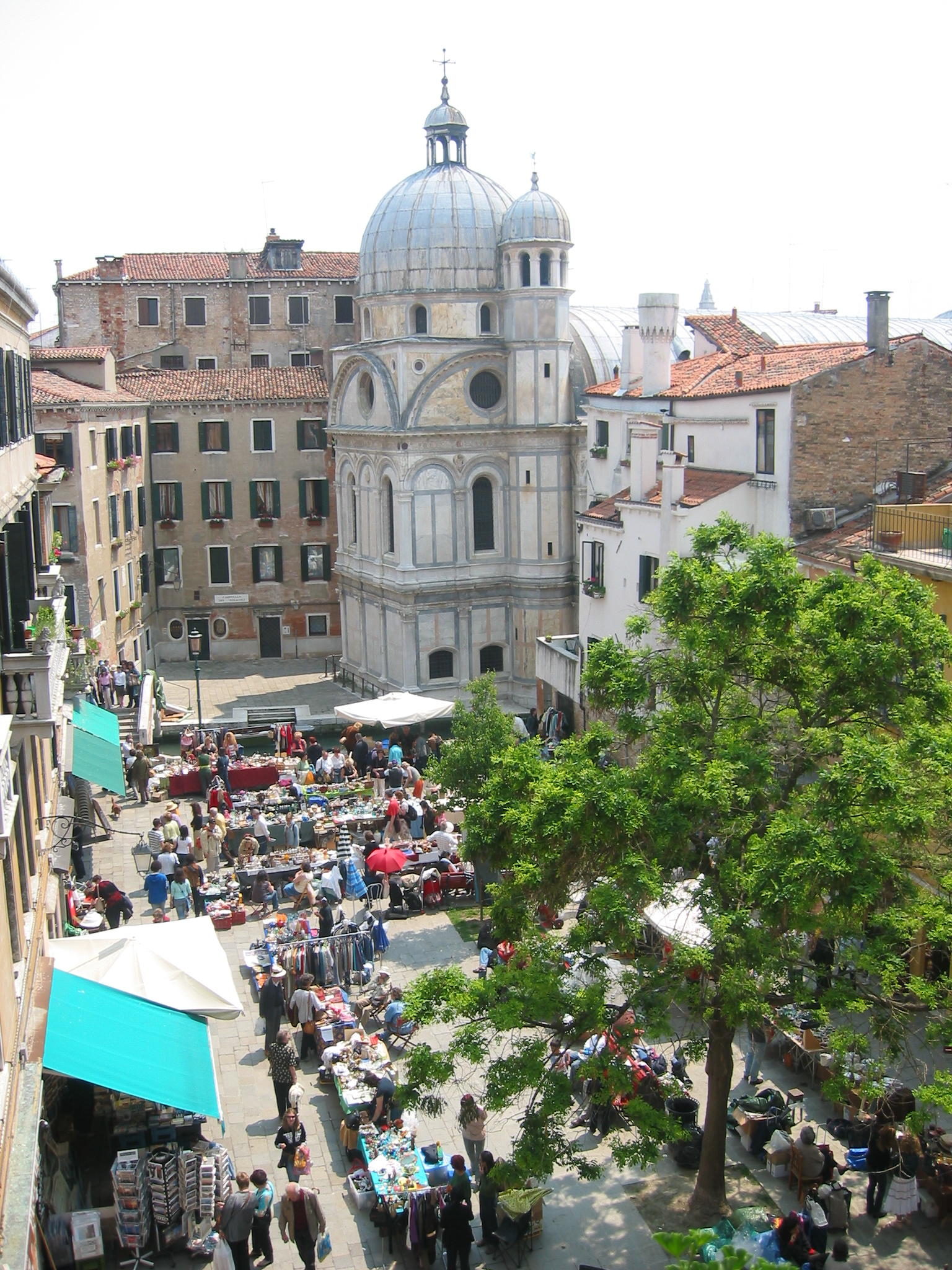
L'abside della chiesa

La chiesa di Santa Maria dei Miracoli è un edificio religioso sito a Venezia, nel sestiere di Cannaregio.

## Storia
Nella seconda metà del XV secolo esisteva sulla pubblica via un dipinto votivo, posto ad un angolo dell'abitazione del mercante della seta veneziano Angelo Amadi: opera commissionata nel 1408 a Niccolò di Pietro dal suo antenato Francesco, assieme ad altra analoga ordinata a Gentile da Fabriano. Ritenuto miracoloso dagli abitanti della zona, a questo primo dipinto si affidavano gli abitanti del quartiere e lo stesso committente per chiedere ogni grazia. Da qui nacque nel 1480 la volontà privata e la necessità pubblica di edificare una nuova chiesa, degna di così grandi e numerosi miracoli, per custodire più onorevolmente il quadro della Vergine di Niccolò di Pietro. Il progetto venne affidato all'architetto Pietro Lombardo che, con l'aiuto dei figli Tullio e Antonio, progettò e costruì questo piccolo tempio nel giro di 8 anni (1481-1489).
È uno dei primissimi edifici di stile rinascimentale costruiti a Venezia. Nel corso del XVI secolo vennero effettuati degli interventi agli interni.
Nel 1997 è stata oggetto di un accurato restauro, che ha permesso ai veneziani ed ai turisti di godere completamente delle sue bellezze artistiche.
La chiesa fa parte dell'associazione Chorus Venezia.

## Descrizione

### Esterno
Il tempio si presenta con una struttura rettangolare: la facciata e l'abside si affacciano su due piccoli campi, il lato destro su di una calle, mentre il lato sinistro è bagnato dall'acqua di un canale.
La facciata pentapartita da paraste è divisa in due ordini, invertiti rispetto ai classici canoni vitruviani: l'ordine inferiore, con capitelli corinzi, è architravato, mentre quello superiore, ionico, è composto da 5 archi ciechi. Sovrasta la facciata un ampio frontone semicircolare, decorato da un rosone, 3 oculi e 2 cerchi marmorei.

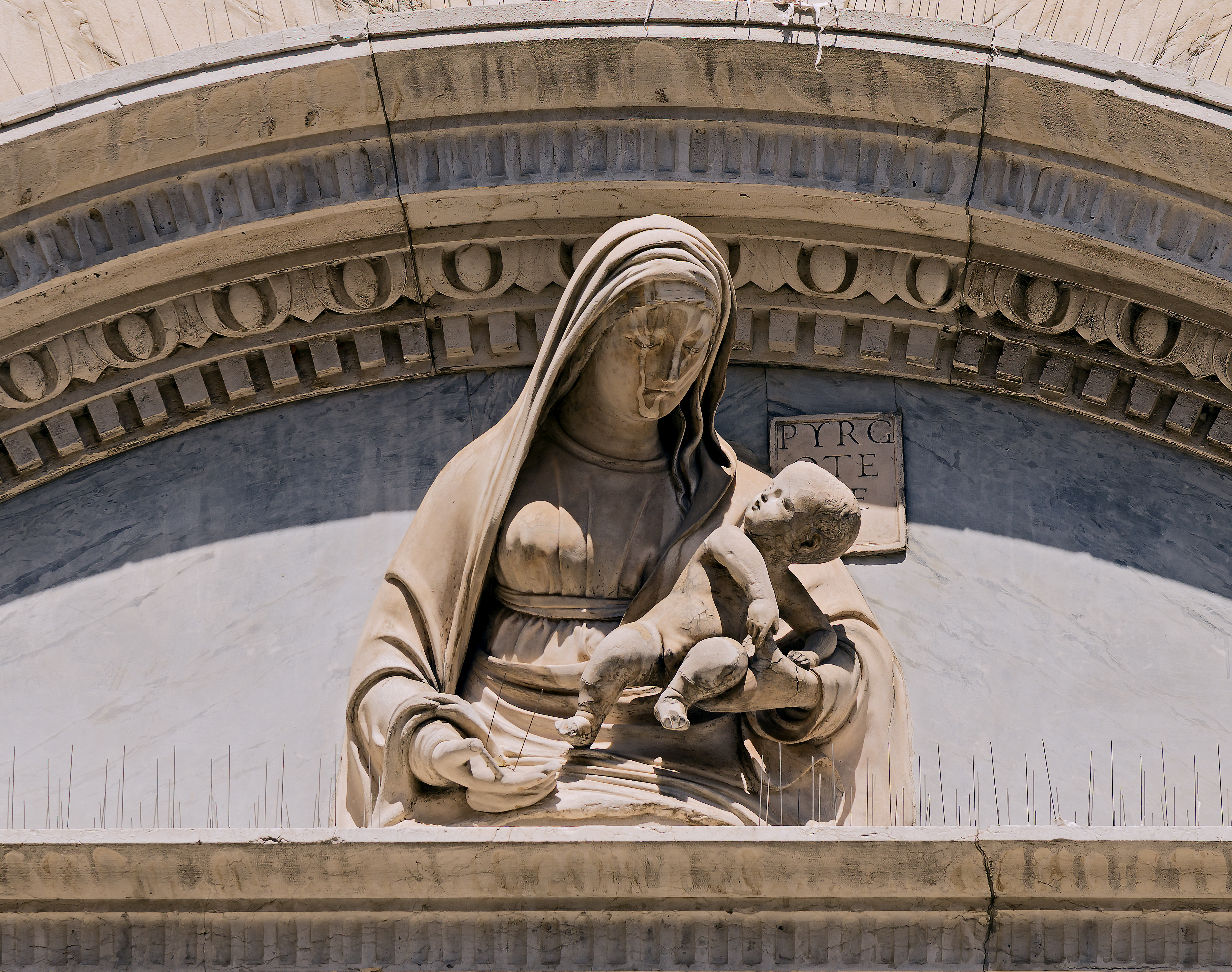
Busto con Madonna e Bambino dello scultore Giovanni Giorgio Lascaris

L'intera facciata «agghindata, ingemmata dai rivestimenti marmorei incrostativi a riquadri, a croci, a stelle, a ruote» è ricoperta di marmi policromi (pavonazzetto toscano venato, pietra d'Istria, serpentino, giallo e rosso); sopra il portale vi è un timpano curvilineo, decorato da un busto raffigurante la Madonna col Bambino, opera dello scultore Giovanni Giorgio Lascaris, datato 1480.
Nei pennacchi fra gli archi lungo tutto l'edificio sono collocati busti di profeti che lasciano il posto ad angeli a figura intera nei pennacchi angolari.
Bassorilievi con figure di santi, scene della vita di Gesù e l'Assunzione della Vergine sono scolpite nei tondi degli stipiti dei portali. Le sculture nei livelli più alti sono state intagliate da diversi scalpellini di vario talento, forse non appartenenti alla bottega di Pietro Lombardo.

### Interno
Dalla porta maggiore si entra nel basso spazio ancora sovrastato dal "barco", la tribuna che conteneva il coro delle clarisse.
Da segnalare la singolare decorazione della vicina colonna quadrata che sostiene il barco, intagliata da una mano apparentemente estranea alla bottega di Pietro Lombardo.
ll soffitto inserito tra le travi è invece databile alla fine del Cinquecento; a queste opere partecipò il trevigiano Vincenzo Dai Destri. Le tele negli scomparti sono dipinti di epoca più tarda.
L'interno presenta un'unica navata con volta a botte decorata a cassettoni dorati, all'interno dei cinquanta riquadri si notano piccoli dipinti su tavola raffiguranti profeti e patriarchi.
Il presbiterio inizia con una ripida scalinata che porta al piano rialzato, elegantemente decorato con quattro statue: San Francesco e Santa Chiara, l'Arcangelo Gabriele e l'Annunciata e due pulpiti poligonali, il tutto in marmi policromi, opera di Pietro Lombardo con la collaborazione dei figli Tullio e Antonio.
I leggii degli amboni sono sostenuti da aquile.
La grande croce di dischi di porfido sulla parete di fondo richiama lo sguardo verso l'alto, dove si incontrano i tondi con i rilievi prospettici degli Evangelisti nei pennacchi e la vetrata superstite nel tamburo. Nella vetrata è raffigurata una imago pietatis, il Cristo nel sepolcro.
Sull'altare maggiore sono collocate due statue di Cesare Groppo: San Pietro e Sant'Antonio Abate che fanno da cornice al piccolo "miracoloso" dipinto su tavola raffigurante la Madonna stante su di un prato fiorito contro un fondo rosso con in braccio Gesù Bambino.
Degno di nota, forse uno degli aspetti più suggestivi e misteriosi della chiesa, è l'apparato scultoreo che interessa i plinti sui quali sono collocate le grandi colonne dell'arco trionfale, sculture attribuito a Tullio e ad Antonio Lombardo. Tritoni e controparti femminili presentano sembianze eleganti ed armoniose e sono caratterizzati da lunghe code di pesce, zampe anteriori fitomorfe e ali. Sulle loro code sono montati putti ed eroti alcuni dei quali sorreggono frutti.
Tale complesso scultoreo può essere inquadrato nell'ottica di un passaggio al mondo ultraterreno concepito come una traversata del mare.
Osservando la differente raffigurazione nei due plinti, asimmetrica e drammatica a sinistra, priva di movimento e simmetrica a destra (qui quasi tutte le creature marine sono provviste di ali) emerge l'evocazione della fine dell'idillico mondo antico e pagano nel primo e del suo rivivere in quello cristiano nel secondo.